# Astknauf
Ein Astknauf ist eine Knaufform an Schweizer Schwertern und Säbeln. 

## Beschreibung
Der Knauf ist in sechs Teilstücke aufgeteilt, die in Windungen zum Knaufende laufen. Diese Windungen treten über das Knaufende heraus. Sie sind glatt abgeschnitten und gleichen im Erscheinen Aststümpfen. Diese Knaufart war in der Schweiz im 15. und 16. Jahrhundert im Gebrauch.